# CF Montréal 2025
Questa voce raccoglie le informazioni riguardanti il Club de Foot Montréal nelle competizioni ufficiali della stagione 2025.

## Stagione
Quella del 2025 è la quattordicesima stagione in Major League Soccer del CF Montréal.

## Maglie e sponsor
Di seguito le divise da gioco.
| Casa | Trasferta |

## Organico

### Rosa 2025
Di seguito la rosa del Club de Foot Montréal aggiornata al 7 febbraio 2025.
| N. |                        | Ruolo | Calciatore              |
| -- | ---------------------- | ----- | ----------------------- |
| 1  | Canada (bandiera)      | P     | Sebastian Breza         |
| 2  | Stati Uniti (bandiera) | D     | Jalen Neal              |
| 3  | Inghilterra (bandiera) | D     | Tom Pearce              |
| 4  | Colombia (bandiera)    | D     | Fernando Álvarez        |
| 5  | Stati Uniti (bandiera) | D     | Brandan Craig           |
| 6  | Canada (bandiera)      | C     | Samuel Piette           |
| 7  | Ghana (bandiera)       | A     | Kwadwo Opoku            |
| 8  | Bulgaria (bandiera)    | C     | Dominik Yankov          |
| 9  | Germania (bandiera)    | A     | Prince Owusu            |
| 10 | Stati Uniti (bandiera) | C     | Bryce Duke              |
| 11 | Canada (bandiera)      | D     | Jahkeele Marshall-Rutty |
| 14 | Nigeria (bandiera)     | A     | Sunusi Ibrahim          |
| 13 | Canada (bandiera)      | D     | Luca Petrasso           |
| 15 | Stati Uniti (bandiera) | D     | Ousman Jabang           |
| 16 | Canada (bandiera)      | D     | Joel Waterman           |

| N. |                        | Ruolo | Calciatore             |
| -- | ---------------------- | ----- | ---------------------- |
| 17 | Albania (bandiera)     | A     | Giacomo Vrioni         |
| 18 | Ucraina (bandiera)     | C     | Hennadiy Synchuk       |
| 19 | Canada (bandiera)      | C     | Nathan-Dylan Saliba    |
| 21 | Germania (bandiera)    | C     | Fabian Herbers         |
| 22 | Canada (bandiera)      | C     | Victor Loturi          |
| 23 | Stati Uniti (bandiera) | C     | Caden Clark            |
| 24 | Stati Uniti (bandiera) | D     | George Campbell        |
| 25 | Stati Uniti (bandiera) | D     | Dante Sealy            |
| 26 | Nigeria (bandiera)     | C     | Michael Adedokun       |
| 27 | Polonia (bandiera)     | D     | Dawid Bugaj            |
| 28 | Belgio (bandiera)      | A     | Jules-Anthony Vilsaint |
| 29 | Stati Uniti (bandiera) | C     | Olger Escobar          |
| 33 | Canada (bandiera)      | P     | Emil Gazdov            |
| 35 | Canada (bandiera)      | A     | Owen Graham-Roache     |
| 39 | Haiti (bandiera)       | D     | Aleksandr Guboglo      |
| 40 | Canada (bandiera)      | P     | Jonathan Sirois        |
|    | Bolivia (bandiera)     | D     | Efraín Morales         |

## Staff tecnico
Di seguito lo staff tecnico del CF Montréal aggiornato al 24 marzo 2025.
- Corey Wray - Direttore sportivo
- Marco Donadel - Allenatore
- David Sauvry - Allenatore in seconda
- Eduardo Sebrango - Allenatore in seconda
- Kobié Johnson - Allenatore in seconda
- Ludovic Taillandier - Allenatore in seconda
- Vincenzo Benvenuto - Allenatore dei portieri
- Stefano Pasquali - Preparatore atletico
- Louan Schlicht - Analista video

## Calciomercato

### Sessione invernale
| Acquisti | Acquisti           | Acquisti           | Acquisti   |
| R.       | Nome               | da                 | Modalità   |
| -------- | ------------------ | ------------------ | ---------- |
| P        | Emil Gazdov        | Pacific            | definitivo |
| D        | Jalen Neal         | LA Galaxy          | definitivo |
| D        | Dante Sealy        | FC Dallas          | definitivo |
| D        | Luca Petrasso      | Orlando City       | definitivo |
| D        | Brandan Craig      | Philadelphia Union | definitivo |
| D        | Michael Adedokun   |                    | Superdraft |
| D        | Aleksandr Guboglo  | Montréal Academy   | definitivo |
| C        | Fabian Herbers     | Chicago Fire       | definitivo |
| C        | Victor Loturi      | Ross County        | definitivo |
| C        | Hennadiy Synchuk   | Metalist           | definitivo |
| A        | Giacomo Vrioni     | N.E. Revolution    | definitivo |
| A        | Prince Owusu       | Toronto FC         | definitivo |
| A        | Owen Graham-Roache | Montréal Academy   | contratto  |

| Cessioni | Cessioni               | Cessioni      | Cessioni      |
| R.       | Nome                   | a             | Modalità      |
| -------- | ---------------------- | ------------- | ------------- |
| P        | Logan Ketterer         |               | svincolato    |
| D        | Gabriele Corbo         |               | svincolato    |
| D        | Joaquín Sosa           | Bologna       | fine prestito |
| D        | Grayson Doody          |               | svincolato    |
| D        | Róbert Orri Þorkelsson |               | svincolato    |
| C        | Raheem Edwards         |               | svincolato    |
| C        | Rida Zouhir            |               | svincolato    |
| C        | Victor Wanyama         |               | svincolato    |
| C        | Alessandro Biello      | HFX Wanderers | prestito      |
| A        | Lassi Lappalainen      |               | svincolato    |
| A        | Josef Martínez         |               | svincolato    |
| A        | Matías Cóccaro         | Atlas         | prestito      |

### A stagione in corso
| Acquisti | Acquisti       | Acquisti        | Acquisti   |
| R.       | Nome           | da              | Modalità   |
| -------- | -------------- | --------------- | ---------- |
| D        | Efraín Morales | Atlanta United  | definitivo |
| C        | Olger Escobar  | N.E. Revolution | definitivo |

| Cessioni | Cessioni                | Cessioni      | Cessioni    |
| R.       | Nome                    | a             | Modalità    |
| -------- | ----------------------- | ------------- | ----------- |
| D        | Jahkeele Marshall-Rutty | Charlotte FC  | in prestito |
| D        | Michael Adedokun        | Lexington     | in prestito |
| D        | George Campbell         | West Bromwich | definitivo  |
| C        | Dominik Yankov          | Rijeka        | definitivo  |
| C        | Nathan-Dylan Saliba     | Anderlecht    | definitivo  |